# Червоний колобус річки Тана
Червоний колобус річки Тана ( Piliocolobus rufomitratus ), також званий східним червоним колобусом, є зникаючим видом приматів родини Cercopithecidae. Це ендемік вузької зони галерейних лісів біля річки Тана на південному сході Кенії. 

## Таксономія
P. rufomitratus є монотипним видом, який поширений лише в Кенії.  Як і всі червоні колобуси, раніше вважався підвидом широко поширеного P. badius. Деякі останні автори вважають P. tephrosceles, P. foai та P. tholloni підвидами P. rufomitratus замість того, щоб визнавати їх окремими видами.

## Охоронний статус
Червоний колобус річки Тана вважався одним із 25 найбільш зникаючих приматів у світі.  Разом із мангобеєм річки Тана, що також перебуває під загрозою зникнення, колобус річки Тана став головною причиною створення заповідника приматів річки Тана в 1978 році , але вторгнення людини в цей заповідник продовжується й посьогодні. Нещодавно було запропоновано перетворити 20 000 гектарів дельти річки Тана на плантації цукрової тростини, але це було, принаймні тимчасово, зупинено Верховним судом Кенії. Contra Groves, не був визнаний як вид, окремий від угандійського, центральноафриканського та червоного колобуса Толлона з Червоного списку МСОП 2008 року. Ці підвиди P. rufomitratus вважається найменшим занепокоєнням у Червоному списку МСОП 2008 , тоді як P. (r.) rufomitratus вважається зникаючим.
Червоний колобус річки Тана перебуває під наглядом Національного заповідника приматів річки Тана (TRPNR). Вони вклали велику кількість досліджень у збереження червоного колобуса річки Тана. Вони виявили, що лише 37% червоних колобусів жили в самому заповіднику, що поставило під сумнів стратегію збереження виду.

### Причини загрози
Червоний колобус річки Танаживе в дуже невеликій частині річки Тана. Його поточна загроза зникнення спричинена втратою середовища проживання та переслідуванням з боку людини.  Тропічні ліси постійно вирубуються, що призводить до знищення середовища проживання червоного колобуса. Найбільш руйнівний вплив мали обробіток землі та створення дамб. Обидва творіння людини включають часткову або повну вирубку лісу, що призводить до подальшого спустошення лісових ділянок. І червоний колобус річки Тана, і мангобей річки Тана опинилися в небезпечній ситуації через вирубку лісів і знищення, викликане зростанням людської популяції. За останні 20 років було втрачено приблизно 50% унікального лісу річки Тана. Дослідження проведене в 1987 році, показало, що з 1975 року чисельність мавп колобусів річки Тана скоротилася приблизно на 80%. Виявлено, що основними причинами загрози зникнення є порушення середовища існування, зміна методів ведення сільського господарства та зміна русла річки.
Іншою загрозою для червоного колобуса річки Тана є занесення паразитарних захворювань у місця їх проживання. Наявність паразитів у мавп була помітна частіше, ніж у інших приматів.

## Дієта
Мавпи колобуси їдять переважно листя обмеженої кількості видів дерев. Вони обирають види зрілого листя з високим вмістом азоту та низьким вмістом клітковини. Вони доповнюють цю громіздку целюлозну дієту випадковими незрілими фруктами, мохом і насінням. Людська їжа не цікавить цих вузько спеціалізованих фахівців з листя. Вони мають великий шлунокз трьома камерами, і містить специфічну бактерію, яка допомагає ферментувати та перетравлювати листя. За день вони з’їдають близько двох-трьох кілограмів листя. Іноді вони їдять землю, глину та деревне вугілля, щоб допомогти переварити токсини, що містяться в листі. Через низьку поживну якість їхньої їжі вони повинні багато годин щодня інтенсивно шукати їжу, а решту часу витрачати на відпочинок.

## Поведінка
Червоні колобуси річки Тана, як правило, спокійні та тихі істоти. Вони живуть разом невеликими групами і лише за необхідності видають низькі дзвінкі звуки. 

## Середовище існування
Червоний колобус річки Тана отримав свою назву від місця, де живе, у лісах уздовж заплави нижньої течії річки Тана у східній Кенії, найдовшої річки країни. Річка становить приблизно 1 тис км завдовжки. Під час повені ширина заплави становить від 1 до 6 км, а в неповінь – від 60 до 100 м. Повені трапляються приблизно раз на рік, а велика повінь – кожні три роки. Хоча заплава переважно трав'яниста, є місця з чагарниками та тропічними лісами.

## Розмноження
Червоний колобус річки Тана має полігамну систему спаровування, особливо коли присутній лише один самець. Ієрархія домінування зазвичай визначає, яким особинам дозволено спаровуватися. Мало що відомо про репродуктивний цикл у дикій природі. Домінуючий самець зазвичай спаровується з самиці в одній соціальній групі. Червоні колобуси розмножуються протягом року, а період вагітності триває приблизно від 4,5 до 5,5 місяців.
Немовлята чіпляються за живіт матері. Приблизно до 3,5 місяців вони віддаляються від матері лише на один метр. До 3,5-5,5 вони зазвичай грають з іншими малюками. Самиці залишають групу приблизно у віці 18 місяців і продовжують переходити від групи до групи. Самці можуть покинути групу в підлітковому віці, але їм важче бути прийнятими в інші соціальні групи через сувору ієрархію. 